# نيوبوري (أونتاريو)
نيوبوري (بالإنجليزية: Newbury, Ontario)‏ هي قرية تقع في كندا في Middlesex County, Ontario. يقدر عدد سكانها بـ 447 نسمة .

## أعلام
- هاري فيشر